# Omalotheca stewartii
Omalotheca stewartii là một loài thực vật có hoa trong họ Cúc. Loài này được (Clarke) J.Holub mô tả khoa học đầu tiên năm 1977.